# کیر دولی
کیر اَتوود دولی (انگلیسی: Keir Dullea؛ زادهٔ ۳۰ مهٔ ۱۹۳۶) هنرپیشه اهل ایالات متحدهٔ آمریکا است. وی از سال ۱۹۶۰ میلادی تاکنون مشغول فعالیت بوده‌است.

## گزیده فیلمشناسی

### فیلم
- دیوید و لیسا (۱۹۶۲)
- بونانزا (۱۹۶۳)
- بانی لیک گم شده (۱۹۶۵)
- مادام اکس (۱۹۶۶)
- روباه (۱۹۶۷)
- ۲۰۰۱: ادیسه فضایی (۱۹۶۸)
- دو ساد (۱۹۶۹)
- پاپ ژوان (۱۹۷۲)
- ۲۰۱۰: سالی که ما ارتباط برقرار کردیم (۱۹۸۴)
- قرار ملاقات دو ناشناس (۱۹۸۴)
- چوپان خوب (۲۰۰۶)
- شوهر تصادفی (۲۰۰۸)
- خرس همیشه قطبی (۲۰۱۴)
- ایستگاه فضایی ۷۶ (۲۰۱۴)
- دره خدایان (۲۰۱۹)

### مجموعه تلویزیونی
- سوئیچ (۱۹۷۵)
- کسل (۲۰۰۹)
- مسیر (۲۰۱۶)